# 東京女子流スレスレTV!
『東京女子流スレスレTV!』（とうきょうじょしりゅうスレスレティービー）は、BSフジで2013年1月20日から6月23日まで毎月第3日曜日23:30 - 24:00に放送されていたバラエティ番組。全6回。

## 概要
5人組ガールズ・ダンス&ボーカルグループ、東京女子流のテレビ初冠番組。
番組では、メンバーが毎回“スレスレ（＝限界を超えそうなコト）な企画”に体を張って挑戦。自らの限界を超えることで、アーティストとして人間として成長していく姿を描く。

### 放送終了後
最終回で最後の挑戦としてLUNA SEAメンバーのJにより楽曲が提供されることとなった。その成果を2013年7月に行われた番組連動ライブ（20日神戸国際会館こくさいホール、21日渋谷公会堂）で「Get The Star」と「Last Forever」を発表した。9月25日に13枚目のシングルとして発売された。

## 番組内容
東京女子流にボスであるデメキンから、毎回2つの指令（ミッション）が与えられる。
スレスレ・ミッション 1
- メンバー1人ずつに1ヶ月の期限付きで、限界スレスレのチャレンジが課せられる。
- 1ヶ月後、それぞれの課題挑戦の一部始終を収めたVTRを出演者全員で視聴。課題がクリア出来たかどうかをボスと挑戦者以外のメンバーが○×判定。×が1人でもいた場合は罰ゲームを受けさせられる。

スレスレ・ミッション2
- 自分たちの手で路上ライブを行い幅広いファン獲得を目論む。

## キャスト
東京女子流
- 小西彩乃
- 山邊未夢
- 新井ひとみ
- 中江友梨
- 庄司芽生

進行役
- ボス（デメキン）

金魚鉢在住。東京女子流を超一流アーティストに育てるため送り込まれた使者。

## 放送リスト
| 回 | 放送日        | 放送内容 | その他出演    |
| -- | ------------- | --- | ------------- |
| 1  | 2013年1月20日 | - 新井ひとみ マジックに挑戦 - 東京女子流×モノマネ                                                                                              | 三志郎        |
| 2  | 2013年2月17日 | - 新井ひとみ 罰ゲーム「蛇を巻きボックスダンス」 - 庄司芽生 警察犬の訓練士に挑戦 - 東京女子流×けん玉 - 路上ライブ・プロジェクト（東京都町田市） | -             |
| 3  | 2013年3月17日 | - 山邊未夢 ピエロに挑戦 / 罰ゲーム「ボス特製元気ドリンク」 - 東京女子流×ストップウォッチ - 路上ライブ・プロジェクト（東京都世田谷区下北沢）    | 小林玄        |
| 4  | 2013年4月21日 | - 小西彩乃 ドラムに挑戦 - 東京女子流×早口言葉 - 路上ライブ・プロジェクト（お花見会場・東京都江東区木場公園）                                   | ナイトメア    |
| 5  | 2013年5月19日 | - 中江友里 お笑いに挑戦 - 路上ライブ・プロジェクト（浅草・東京都台東区浅草ROX、アイドリング!!!選抜メンバーとのコラボ）                         | ヒカリゴケ    |
| 6  | 2013年6月23日 | - 公開収録（2013年5月25日、神奈川県横須賀市三笠公園） - 自身の楽曲を作詞                                                                       | J（LUNA SEA） |

## スタッフ
- ナレーター：若本規夫
- 企画/クリエイティブディレクター：山本幹忠（エイベックス･エンタテインメント）
- 企画協力：佐竹義康（エイベックス･エンタテインメント）、藤本重雄（エイベックス・マネジメント）、近田愛（同左）
- 構成：橋本大介
- CAM：志村孝幸
- 音声：依田理
- 編集：崔丞慧、廣川秀樹
- MA：浜口崇
- 音響効果：高崎正広
- CG：谷地畝昌樹
- 宣伝：渡辺裕予、鈴木涼
- アシスタントディテクター：伊坂力丸、永田和也
- ディレクター：築地敦史
- プロデューサー：橘将人（博報堂DYメディアパートナーズ）、立本洋之（BSフジ）、栄永英幸（Passion）
- 制作：エイベックス・エンタテインメント、Passion
- 制作協力：エイベックス・マネジメント
- 製作：博報堂DYメディアパートナーズ、BSフジ
- 製作著作：東京女子流スレスレTV製作委員会

## 放送局
| 放送対象地域 | 放送局            | 放送期間                | 放送日時                              | 放送系列 | 備考   |
| ------------ | ----------------- | ----------------------- | ------------------------------------- | -------- | ------ |
| 全国放送     | BSフジ            | 2013年1月20日 - 6月23日 | 毎月第3日曜 23:30 - 24:00             | BS放送   | 制作局 |
| 兵庫県       | サンテレビ（SUN） | 2013年7月3日 - 7月18日  | 水曜 24:30 - 25:00/木曜 26:00 - 26:30 | 独立局   | 週2回  |

## 映像ソフト
- 『東京女子流 スレスレTV』 〜TVでは放送されなかった○○も入っています〜
  - 2013年9月25日発売、発売・販売エイベックス・マネジメント (TP-TGS-0001)
  - 2枚組DVD（Disc1：番組本篇、Disc2：特典映像）